# Neil McNeil

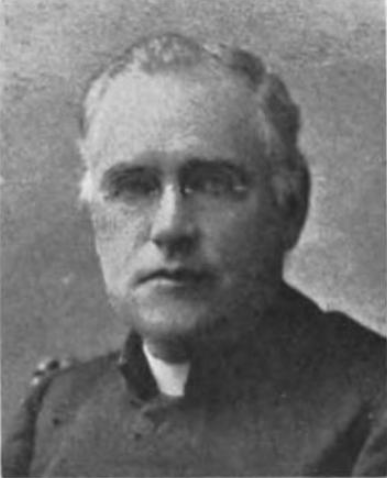
Neil McNeil als Erzbischof von Toronto (1914)

Neil McNeil (* 23. November 1851 in Hillsborough, Nova Scotia; † 25. Mai 1934 in Toronto, Ontario) war ein kanadischer römisch-katholischer Geistlicher. Er war von 1910 bis 1912 Erzbischof von Vancouver und von 1912 bis zu seinem Tod Erzbischof von Toronto.

## Herkunft und Ausbildung
McNeil wurde in Hillsborough in der kanadischen Provinz Nova Scotia geboren und studierte u. a. in Rom. 1879 wurde er zum Priester geweiht. 1880 wurde er Vizerektor der Saint Francis Xavier University in Antigonish, Nova Scotia. 1891 stieg er zum Rektor auf.

## Pfarrer und Bischof
McNeil war Pfarrer in Arichat und D'Escousse in seiner Heimatprovinz. 1895 wurde er von Papst Leo XIII. zum Apostolischen Vikar von St. George’s, Neufundland und Titularbischof von Nilopolis ernannt. 1904 wurde McNeil zum Bischof von St. George’s ernannt. Von 1910 bis 1912 war er Erzbischof von Vancouver. Von 1912 bis zu seinem Tod war er Erzbischof von Toronto. Unter seiner Leitung wurden das China Mission Seminary gegründet, das später in Scarboro Foreign Mission Society umbenannt wurde, und das von seinem Vorgänger Fergus Patrick McEvay begonnene St. Augustine’s Seminary fertiggestellt. Außerdem setzte er sich für eine faire Besteuerung katholischer Schulen ein.
McNeil starb 1934 und wurde im St. Augustine’s Seminary beigesetzt. Die McNeil Catholic High School in Toronto ist nach ihm benannt.